# Centrum van De Groote Wielen
Het Centrum van de Groote Wielen is een wijk in aanbouw in Rosmalen, in de Nederlandse provincie Noord-Brabant. In tegenstelling tot wat de naam wellicht doet vermoeden, ligt de (geplande) wijk niet in het centrum van De Groote Wielen. De wijk ligt in het noordelijke deel van stadsdeel, ten noorden van de Waterplas. 
Anno 2023 was de bouw van Centrum van De Groote Wielen volop aan de gang, met geplande opleverdatum in 2024. De bouw van het winkelcentrum met daarboven 100 woningen was grotendeels af. Supermarkt Albert Heijn, drogisterij Etos en diverse andere diverse winkels waren reeds geopend. Een tweede supermarkt (PLUS, horecagelegenheden en een gezondheidscentrum waren al opgeleverd, en zijn inmiddels open. Ook werd een schoolgebouw in gebruik genomen. Het eerste deel van de 500 overige woningen was ook begonnen.